# مسجد مشيرب
مسجد مشيرب أحد مساجد مدينة الدوحة عاصمة قطر. تم بناء المسجد من قبل شركة مشيرب العقارية التابعة لمؤسسة قطر للتربية والعلوم وتنمية المجتمع، يقع المسجد في الحي التراثي ضمن مشروع مشيرب قلب الدوحة. افتتح المسجد عام 2016م.

## الوصف
بُني المسجد كأحد أجزاء مشروع مشيرب قلب الدوحة، ويقع بالقرب من متاحف مشيرب. يقع المسجد على مساحة تقد بحوالي 1.400 متر مربع، ويتسع لحوالي 600 مصلي، ويتضمن قاعتي صلاة منفصلتين واحدة للرجال والأخرى للنساء، يوفر المسجد مواقف تحت الأرض للسيارات، ومصاعد لتسهيل عملية وصول المصلين إليه. صممت القاعة الرئيسية للمسجد يحيث تتيح دخول ضوء الشمس خلال فترة النهار بطريقة تعكس أنماط الزخرفة القطرية المنتشرة في المسجد، ما يتيح الاستغناء عن المصابيح طيلة ساعات النهار. قاعة المسجد مليئة بالرسوم الهندسية وتصاميم الفن الإسلامي. يحوي المسجد حديقة تحتضن ثلاث أشجار مذكورة في القرآن الكريم وهي: شجرة الرمان والزيتون والنخيل.

## الجوائز
في 12 مارس 2017 فاز مسجد مشيرب بجائزة عبد اللطيف الفوزان لعمارة المساجد عن فئة الجوامع. اختير المسجد ضمن 122 مسجداً في الجولة الأولى من الجائزة، ثم ترشح مع 44 مسجداً في الجولة الثانية، وترشح ضمن 13 مسجداً في الجولة الثالثة قبل أن يتم اختياره كأفضل جامع.تبلغ مجموع جوائز المسابقة مليوني ريال سعودي.